# IAIO Qaher-313
O IAIO Qaher-313 (em persa: قاهر-۳۱۳; também Ghaher-313, Conquistador (Tamer)-313, Q-313, F-313) é um Caça furtivo planejado para ser usado pela Força Aérea do Irã, que foi publicamente anunciado em 1 de Fevereiro de 2013. Uma apresentação da imprensa sobre o projeto foi feita pelo presidente Mahmoud Ahmadinejad e pelo Ministro da Defesa Ahmad Vahidi no dia 2 de Fevereiro de 2013. Especialistas independentes expressaram grandes dúvidas sobre a viabilidade da aeronave.

## Projeto e desenvolvimento
De acordo com fontes do governo iraniano, o F-313 Qaher foi projetado e é produzido no Irã pela Iran Aviation Industries Organization (IAIO), uma divisão do Ministério de Defesa e da Força Aérea do Irã. O gerente do projeto é Hassan Parvaneh.
A aeronave utiliza a configuração com canards. É descrita como um avião furtivo mas com materiais avançados, uma assinatura radar muito baixa e capacidade de operações em baixa altitude. É também afirmado que o Qaher pode decolar e pousar em pequenas pistas e possui uma "manutenção fácil". O Qaher tem uma capacidade de carregar duas bombas de 2 000 lb (907 kg), ou um número maior de mísseis guiados, ou no mínimo 6 mísseis ar-ar da categoria do PL-12.

Vem equipada com um winglet que a Flight Global notou que lembra vagamente o protótipo do Boeing Bird of Prey, mas com um desenho similar ao Lockheed Have Blue da década de 1970 que foi desenvolvido no agora aposentado Lockheed F-117 Nighthawk. A Flight Global também disse: "dado o pequeno tamanho da aeronave e seu projeto monomotor, o Qaher 313 poderia ser mototizado com variantes de engenharia reversa do turbojato General Electric J85 que sabe-se que o Irã possui." O Irã possui alguns General Electric J85 além de uma dúzia de outros motores a jato como um resultado de seus antigos Northrop F-5 e outras aeronaves americanas em seu inventário adquiridas antes de 1979, além de motores mais novos provindos da Rússia e da China. O Irã também construiu vários motores parecidos com o Toloue-4 e Toloue-5 para seus VANTs. O Irã alega que projetaram a aeronave utilizando o software "CATIA" e testou-o utilizando softwares de simulação incluindo o "Gambit", modelos CFD e que testaram a aerodinâmica utilizando pequenos modelos a jato e a hélice.
Dois dias após a cerimônia de revelação, a Agência de Notícias "Mehr" publicou as dez maiores características do projeto do caça.
Alega-se que a aeronave foi projetada com grande estabilidade e não necessita de um sistema de controle por cabo elétrico.